# Мартін Нешпор
Мартін Нешпор (чеськ. Martin Nešpor, нар. 5 червня 1990, Чехословаччина) — чеський футболіст, нападник футбольної команди «Спарта» з міста Прага. Нині перебуває в оренді у «ФК П'яст».